# Bahnhof Gamagōri
Der Bahnhof Gamagōri (jap. 蒲郡駅, Gamagōri-eki) ist ein Bahnhof auf der japanischen Insel Honshū. Er wird gemeinsam von den Bahngesellschaften JR Central und Meitetsu betrieben und befindet sich in der Präfektur Aichi auf dem Gebiet der Stadt Gamagōri.

## Verbindungen
Gamagōri ist ein Anschlussbahnhof an der Tōkaidō-Hauptlinie, einer der bedeutendsten Bahnstrecken Japans, die Kōbe mit Osaka, Nagoya und Tokio verbindet. Im Umland von Nagoya werden die Züge von der Bahngesellschaft JR Central betrieben. Zudem ist Gamagōri die östliche Endstation der Meitetsu Gamagōri-Linie der Bahngesellschaft Meitetsu (Nagoya Tetsudō).
An Werktagen verkehren auf der Tōkaidō-Hauptlinie tagsüber fünf bis sechs Züge je Stunde, während der Hauptverkehrszeit bis zu acht. Es gibt vier Gattungen von Eilzügen. Allen gemeinsam ist, dass zwischen Toyohashi und Gifu die Anzahl der Halte variiert (zwischen Gifu und Maibara halten die Züge hingegen an allen Bahnhöfen). Ihre Bezeichnungen lauten „Special Rapid“ (特別快速, Tokubetsu kaisoku), „New Rapid“ (新快速, Shin kaisoku), „Rapid“ (快速, Kaisoku) und „Semi Rapid“ (区間快速, Kukan kaisoku). Hinzu kommen Lokalzüge mit Halt an allen Bahnhöfen zwischen Gifu und Toyohashi; einzelne Züge in Tagesrandlage werden bis Hamamatsu geführt. Auf der Meitetsu Gamagōri-Linie werden ausschließlich Lokalzüge im Einmannbetrieb mit Halt an allen Bahnhöfen angeboten. Sie verkehren im 30-Minuten-Takt nach Kira Yoshid und zurück. Auf dem nördlichen Bahnhofsvorplatz gibt es einen Busterminal, der von rund einem Dutzend Buslinien bedient wird; diese gehören zur Gesellschaft Meitetsu Bus oder sind Shuttle-Busse zu verschiedenen touristischen Einrichtungen. Weitere Linien kommen an den Bushaltestellen auf der Nordseite hinzu.

## Anlage
Der Bahnhof steht an der Grenze zwischen den Stadtteilen Shinmeichō im Nordosten, Motomachi im Nordwesten und Minatomachi im Süden. Die Umgebung ist das zentrale Geschäftsviertel der Stadt, in dem sich auch mehrere öffentliche Einrichtungen befinden. Dabei ist die Südseite, die zur Mikawa-Bucht hin ausgerichtet ist, stärker touristisch geprägt (mit Stadtmuseum, Naturhistorischem Museum und Großaquarium).
Die Anlage ist annähernd von Westen nach Osten ausgerichtet und liegt auf zwei nebeneinander verlaufenden Viadukten (je eine für die beiden Bahnlinien). Sie umfasst sechs Gleise, die alle dem Personenverkehr dienen. Der nördliche Teil ist ein Durchgangsbahnhof an der Tōkaidō-Hauptlinie von JR Central und besteht aus vier Gleisen an zwei fast vollständig überdachten Mittelbahnsteigen. Der südliche Bahnhofteil ist ein Kopfbahnhof, der aus zwei stumpf endenden Gleisen an einem kurzen Mittelbahnsteig besteht und als Endstatation der Gamagōri-Linie dient. Die gemeinsamen Verkaufseinrichtungen sind in einem Gebäude unter dem Viadukt im Erdgeschoss zu finden, das auch als Verteilerebene genutzt wird; der Zugang zu den Zügen erfolgt durch Treppen und Aufzüge.
Im Fiskaljahr 2019 nutzten durchschnittlich 9094 Fahrgäste täglich den Bahnhof. Davon entfielen 7763 auf JR Central und 1331 auf die Meitetsu.

## Bilder

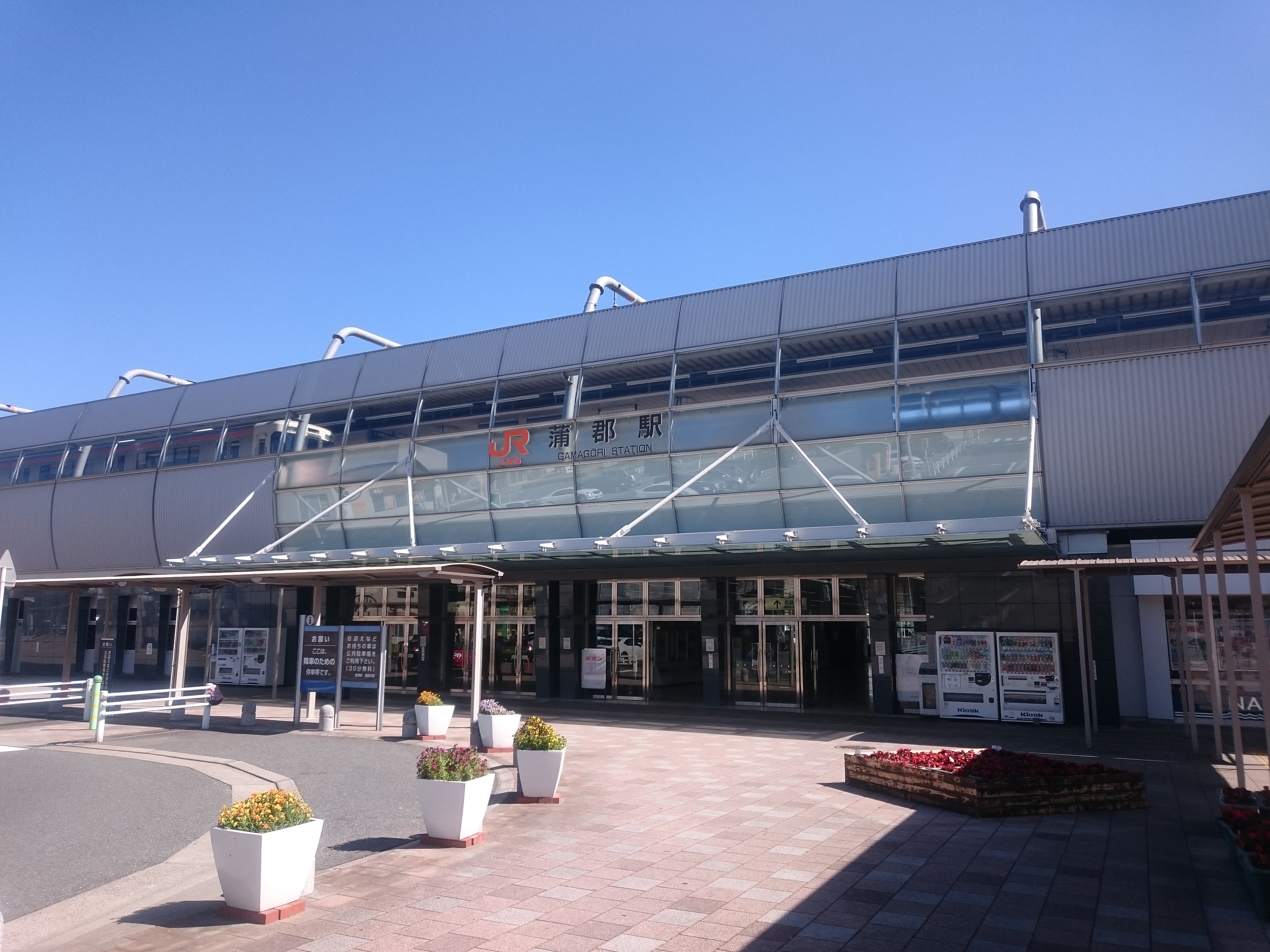
Nördlicher Eingang (JR Central)
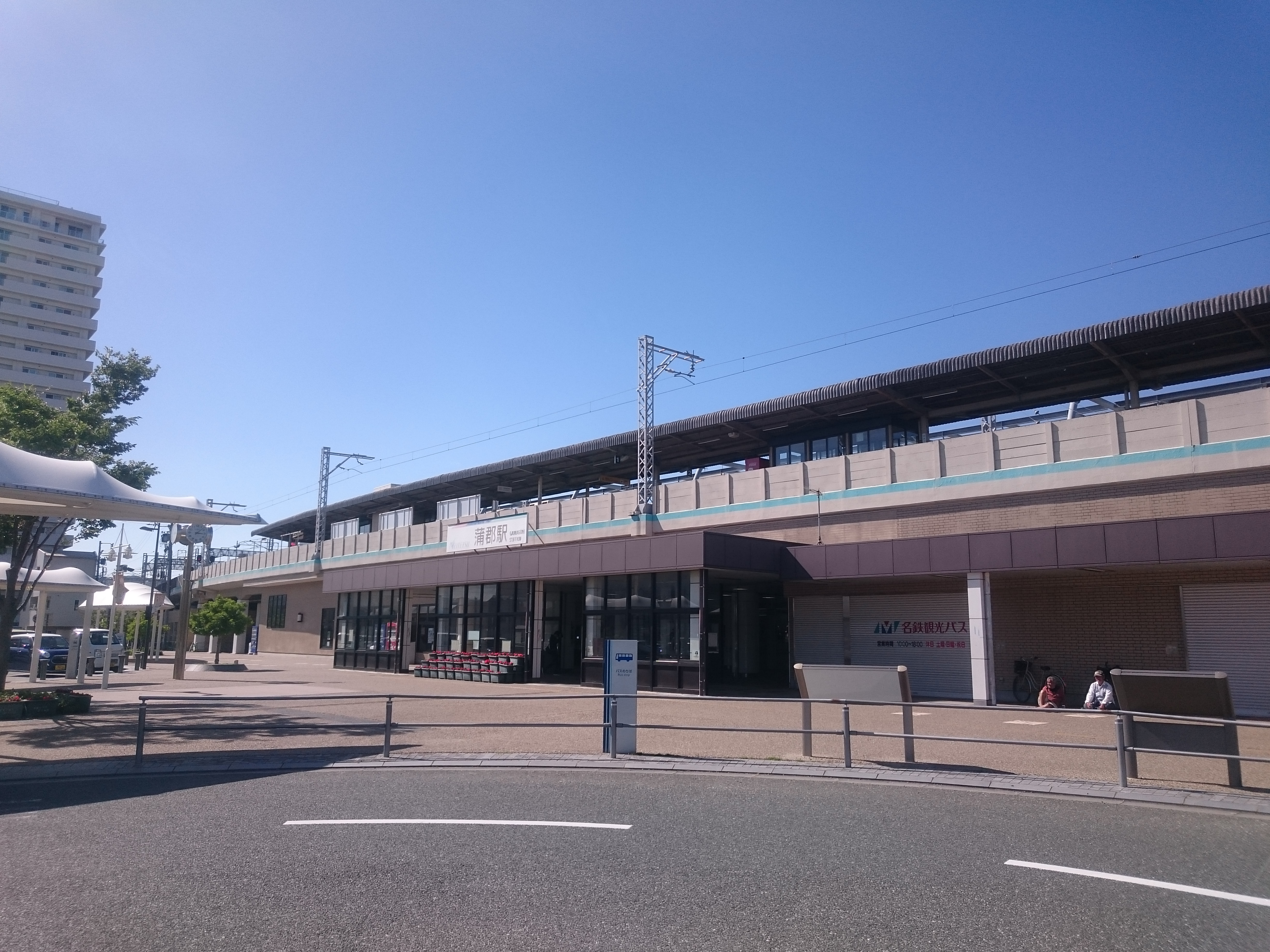
Südlicher Eingang (Meitetsu)
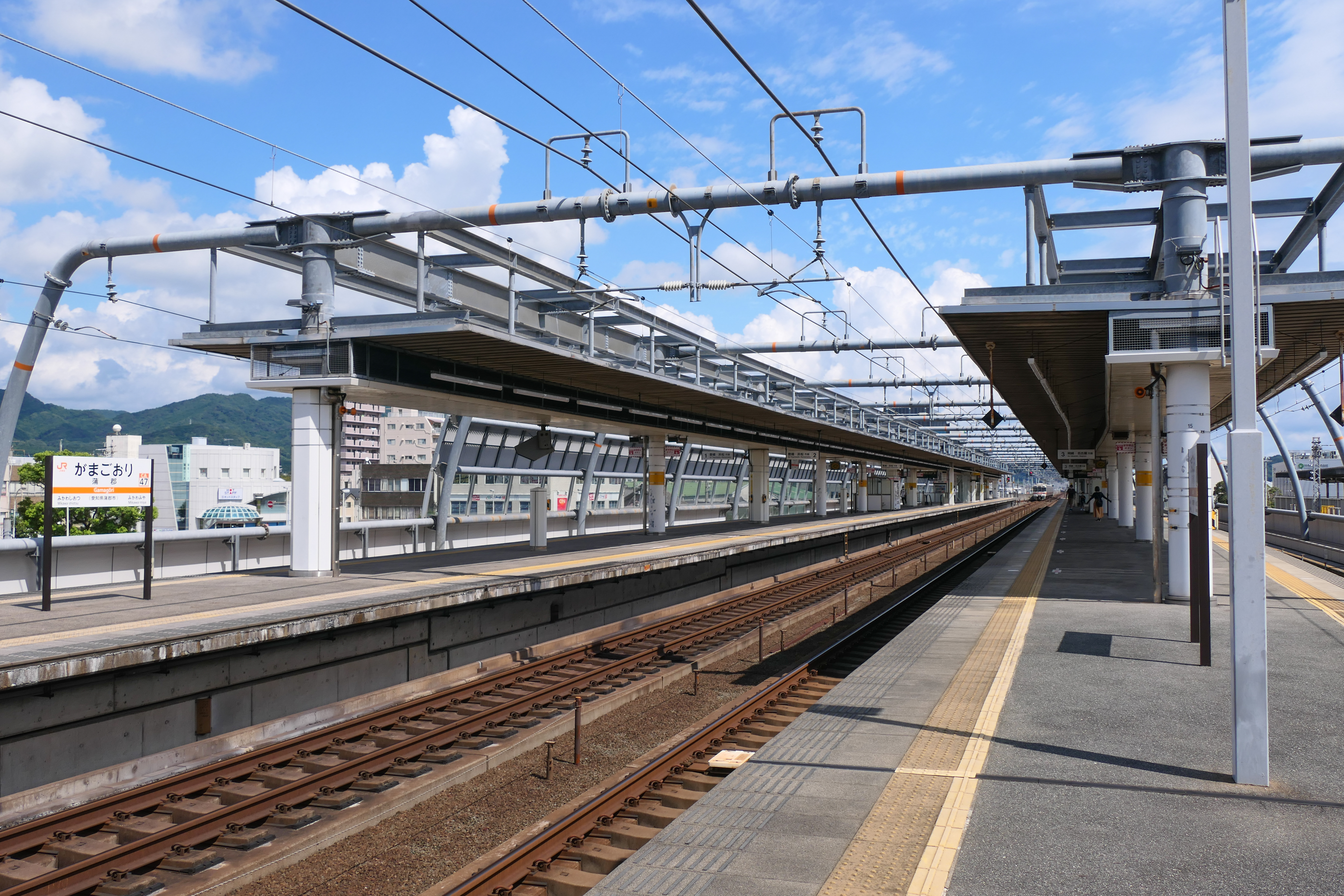
Bahnsteige an der Tōkaidō-Hauptlinie
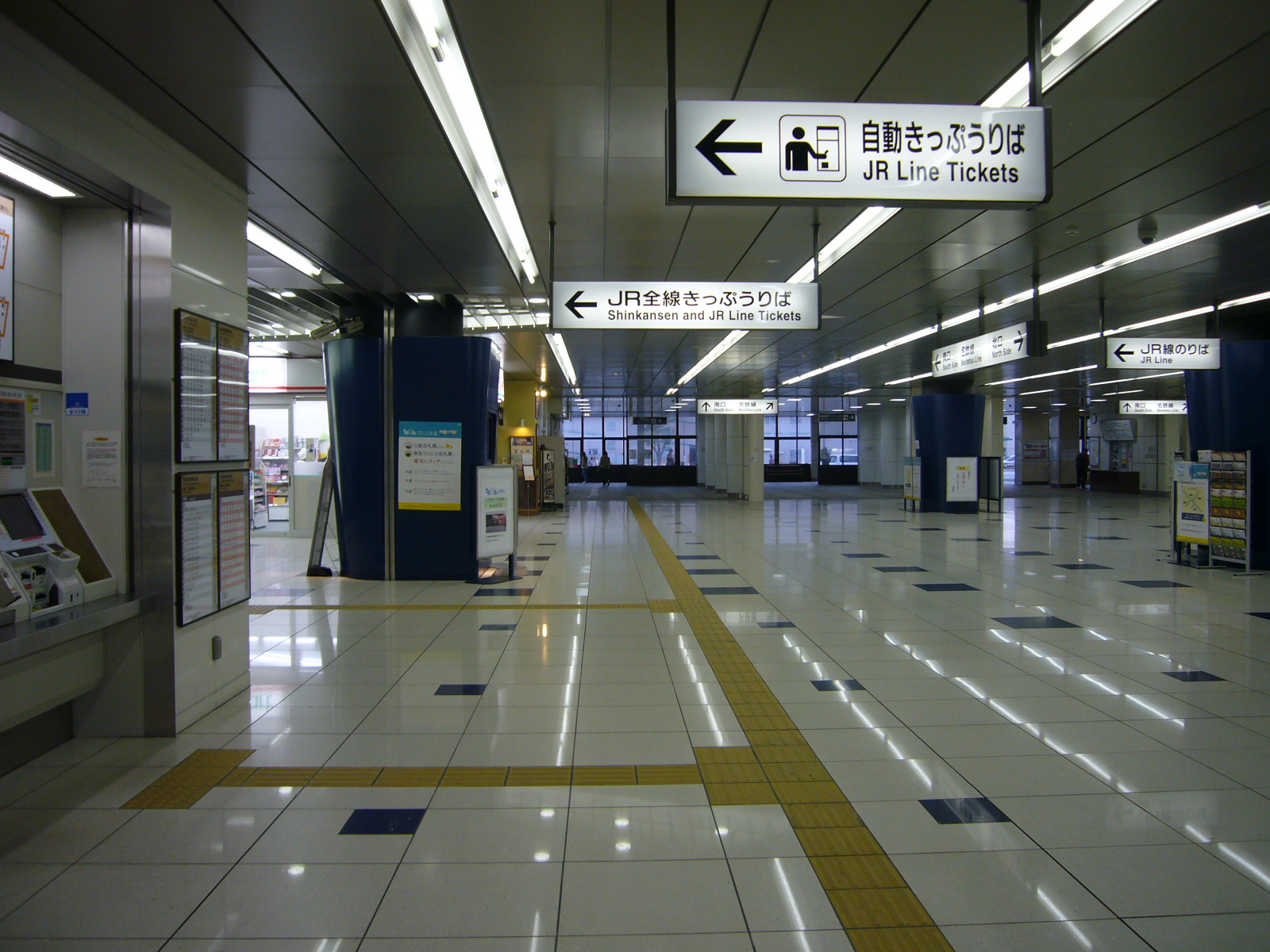
Verteilerebene
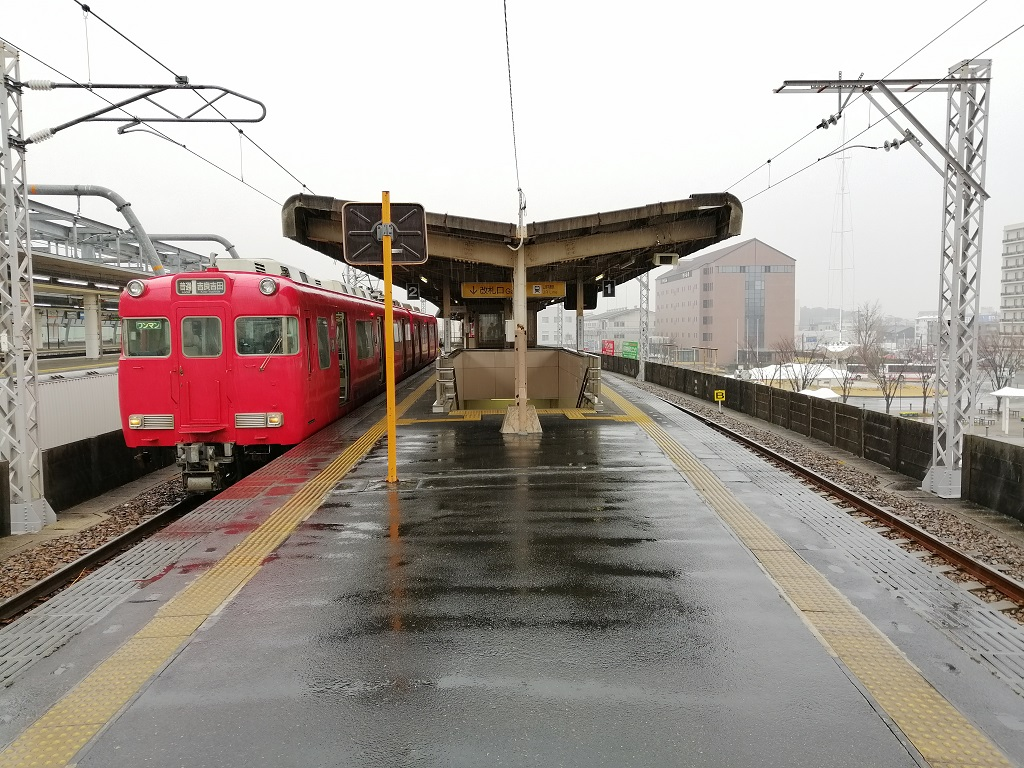
Bahnsteig der Gamagōri-Linie
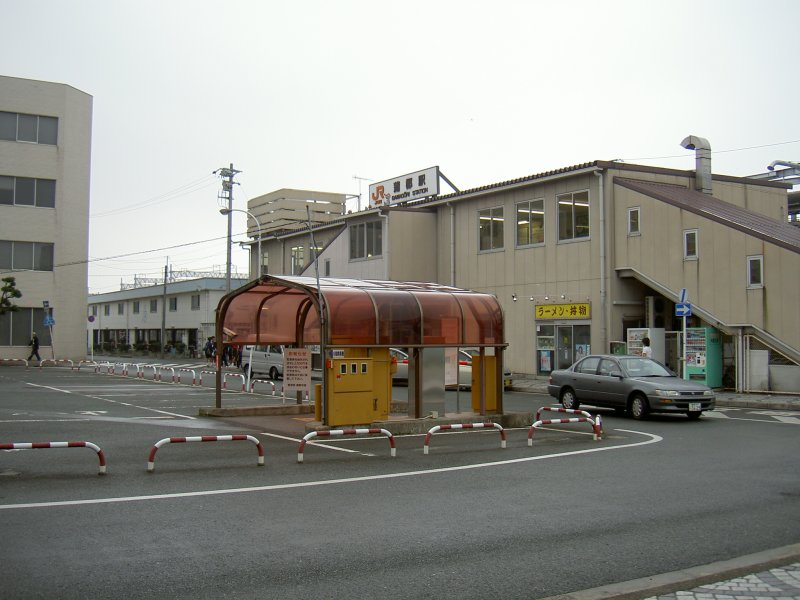
Provisorisches Bahnhofsgebäude Nordausgang (Juli 2005)

## Gleise

Gleisplan (rot Meitetsu,
schwarz JR Central)

JR Central:
| 1/2 | ▉ Tōkaidō-Hauptlinie | Toyohashi • Hamamatsu                      |
| 3/4 | ▉ Tōkaidō-Hauptlinie | Okazaki • Chiryū • Nagoya • Gifu • Maibara |

Meitetsu:
| 1/2 | ▉ Meitetsu Gamagōri-Linie | Kira Yoshida |

## Linien
| Verlauf der Tōkaidō-Hauptlinie (Toyohashi–Maibara) |
| --- |
| Toyohashi • Nishi-Kozakai • Aichi-Mito • Mikawa-Ōtsuka • Mikawa-Miya • Gamagōri • Mikawa-Shiotsu • Sangane • Kōda • Aimi • Okazaki • Nishi-Okazaki • Anjō • Mikawa-Anjō • Higashi-Kariya • Noda-Shinmachi • Kariya • Aizuma • Ōbu • Kyōwa • Minami-Ōdaka • Ōdaka • Kasadera • Atsuta • Kanayama • Otōbashi • Nagoya • Biwajima • Kiyosu • Inazawa • Owari-Ichinomiya • Kisogawa • Gifu • Nishi-Gifu • Hozumi • Ōgaki • Tarui • Sekigahara • Kashiwabara • Ōmi-Nagoka • Samegai • Maibara |

| Verlauf der Meitetsu Gamagōri-Linie |
| --- |
| Kira Yoshida • Mikawa Toba • Nishi-Hazu • Higashi-Hazu • Kodomonokuni • Nishiura • Katahara • Mikawa Kashima • Gamagōri-Kyōteijō-mae • Gamagōri |

## Geschichte

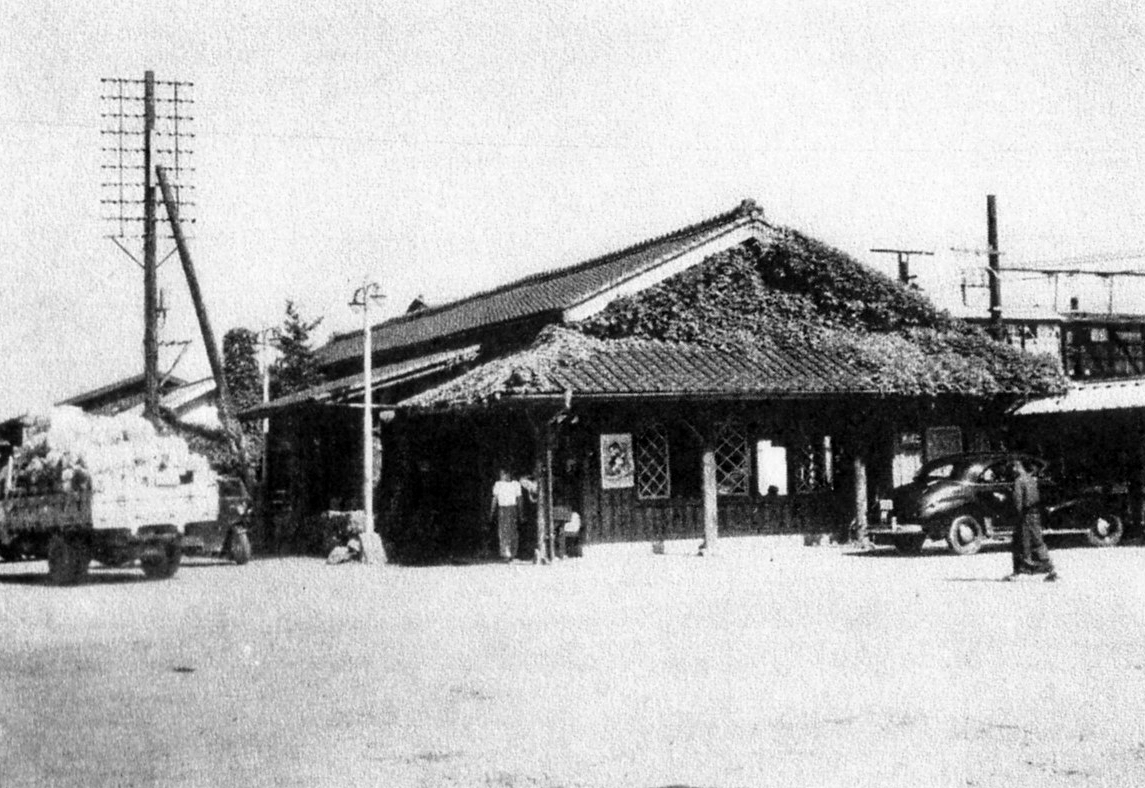
Erster JNR-Bahnhof (1955)

Am 1. September 1888 eröffnete die staatliche Eisenbahnverwaltung den Bahnhof, zusammen mit dem Teilstück Ōbu–Toyohashi–Hamamatsu der Tōkaidō-Hauptlinie. Fast ein halbes Jahrhundert lang war er ein gewöhnlicher Durchgangsbahnhof, bis die Bahngesellschaft Mikawa Tetsudō am 10. November 1936 den Streckenabschnitt zwischen Mikawa Kashima und Gamagōri in Betrieb nahm. Dieser war betrieblich zunächst eine Fortsetzung der Mikawa-Linie. 1941 ging die Mikawa Tetsudō in der Meitetsu auf. Diese nahm am 23. April 1947 die Elektrifizierung vor und betrieb ab 16. Mai 1948 die Strecke östlich von Kira Yoshida als eigenständige Meitetsu Gamagōri-Linie. In den 1960er Jahren führten die Meitetsu und die Japanische Staatsbahn (JNR) gemeinsam einen Umbau des Bahnhofs durch. Zunächst stellten sie am 20. Juni 1967 einen Personentunnel mitsamt Ladenpassage fertig, fünf Monate später war auch die Umgestaltung des nördlichen Bahnhofsvorplatzes abgeschlossen. Am 5. April 1968 folgte die Fertigstellung des neuen JNR-Empfangsgebäudes.
Im September 1971 begann der Neubau des Meitetsu-Bahnhofs, verbunden mit der Verlegung der Gamagōri-Linie auf einen Viadukt. Während der Bauarbeiten nutzten die Meitetsu-Züge bis zum 14. März 1972 einen temporären Bahnhof, der rund einen halben Kilometer weit im Westen lag. Das neue Meitetsu-Empfangsgebäude stand ab 1. April 1972 zur Verfügung. Am 16. Juli desselben Jahres kam eine weitere Fußgängerunterführung von der Nord- zur Südseite hinzu. Aus Rationalisierungsgründen stellte die JNR am 10. Januar 1984 den Güterumschlag ein, am 1. November 1986 auch die Gepäckaufgabe. Im Rahmen der Staatsbahnprivatisierung ging der nördliche Bahnhofteil am 1. April 1987 in den Besitz der neuen Gesellschaft JR Central über. Im Mai 1996 begann JR Central ebenfalls mit der Verlegung ihrer Strecke auf einen Viadukt. Dies geschah unter laufendem Betrieb und erforderte eine Umsetzung in mehreren Bauetappen. Die Arbeiten, die auch den Bau eines gemeinsamen Empfangsgebäudes beider Bahngesellschaften umfassten, nahmen fast zwölf Jahre in Anspruch und waren im März 2008 abgeschlossen.